# ژولیان آنتومارشی
ژولیان آنتومارشی (فرانسوی: Julien Antomarchi‎؛ زادهٔ ۱۶ مهٔ ۱۹۸۴) دوچرخه‌سوار اهل فرانسه است.
از باشگاه‌هایی که در آن رکاب زده‌است می‌توان به دلکو–مارسی پوونس کی‌تی‌ام و روبه–لیل متروپول اشاره کرد.